# Еллісбург (селище, Нью-Йорк)
Еллісбург (англ. Ellisburg) — селище (англ. village) в США, в окрузі Джефферсон штату Нью-Йорк. Населення — 186 осіб (2020).

## Географія
Еллісбург розташований за координатами 43°44′6″ пн. ш. 76°8′5″ зх. д. / 43.73500° пн. ш. 76.13472° зх. д. (43.734958, -76.134589).  За даними Бюро перепису населення США в 2010 році селище мало площу 2,63 км², уся площа — суходіл.

## Демографія
Згідно з переписом 2010 року, у селищі мешкали 244 особи в 88 домогосподарствах у складі 66 родин. Густота населення становила 93 особи/км².  Було 99 помешкань (38/км²).
Расовий склад населення:
| - 93,9 % — білих - 2,0 % — азіатів - 0,8 % — чорних або афроамериканців |

До двох чи більше рас належало 3,3 %. Частка іспаномовних становила 0,4 % від усіх жителів.
За віковим діапазоном населення розподілялося таким чином: 27,0 % — особи молодші 18 років, 61,5 % — особи у віці 18—64 років, 11,5 % — особи у віці 65 років та старші. Медіана віку мешканця становила 37,0 року. На 100 осіб жіночої статі у селищі припадало 108,5 чоловіків;  на 100 жінок у віці від 18 років та старших — 102,3 чоловіків також старших 18 років.
Середній дохід на одне домашнє господарство  становив 57 716 доларів США (медіана — 55 500), а середній дохід на одну сім'ю — 69 446 доларів (медіана — 56 806). Медіана доходів становила 46 875 доларів для чоловіків та 36 500 доларів для жінок. За межею бідності перебувало 24,2 % осіб, у тому числі 32,0 % дітей у віці до 18 років та 11,8 % осіб у віці 65 років та старших.
Цивільне працевлаштоване населення становило 110 осіб. Основні галузі зайнятості: освіта, охорона здоров'я та соціальна допомога — 21,8 %, роздрібна торгівля — 14,5 %, будівництво — 13,6 %.